# Lillian Langdon
Pour les articles homonymes, voir Langdon.

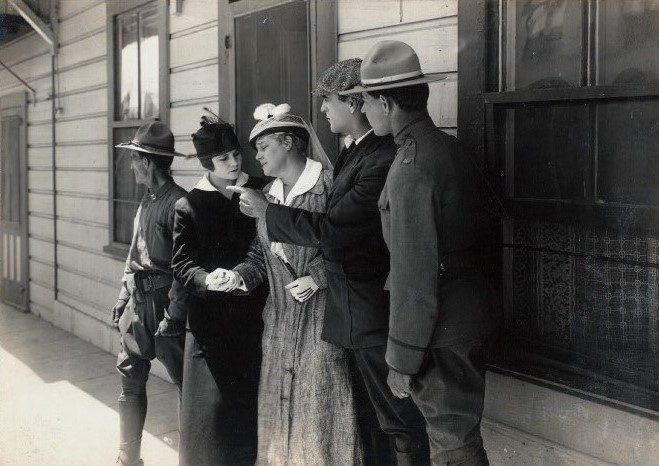
Seena Owen et Lillian Langdon au centre, dans Le Timide (1915)

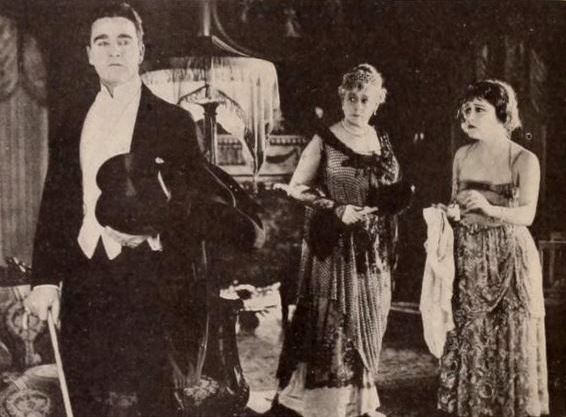
William Desmond, Lillian Langdon et Gloria Swanson (de g. à d.), dans Society for Sale (1918)

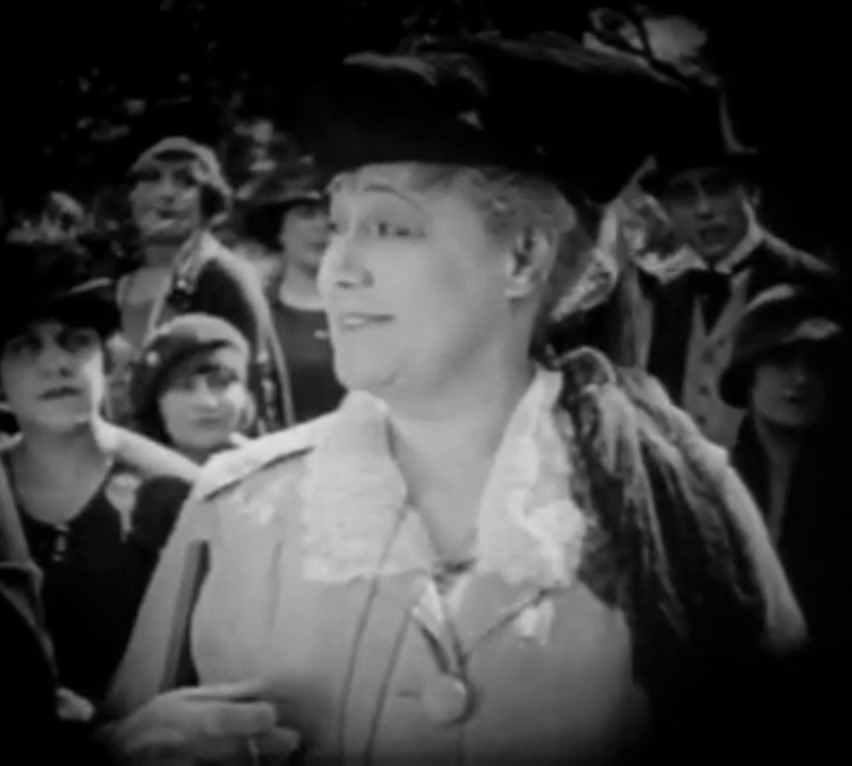
Dans Papa longues jambes (1919)

Lillian Langdon, née le 25 novembre 1860 au New Jersey et morte le 8 février 1943 à Santa Monica (Californie), est une actrice américaine de cinéma muet.

## Biographie
Actrice de cinéma exclusivement durant la période du muet, Lillian Langdon contribue à quatre-vingt-douze films américains sortis entre 1912 (un court métrage) et 1928.
Parmi ses films notables, mentionnons Le Timide de Christy Cabanne (1915, avec Douglas Fairbanks et Seena Owen), Intolérance de D. W. Griffith (1916, où elle est Marie, la mère de Jésus), Papa longues jambes de Marshall Neilan (1919, avec Mary Pickford et Mahlon Hamilton), Circé de Robert Z. Leonard (1924,avec Mae Murray et James Kirkwood Sr.), ou encore Cobra de Joseph Henabery (1925, avec Rudolph Valentino et Nita Naldi).
Définitivement retirée après son dernier film en 1928, Lillian Langdon meurt en 1943, à 82 ans.

## Filmographie partielle

### Années 1910
- 1915 : Le Timide (The Lamb) de Christy Cabanne : la mère de Mary
- 1915 : A Girl of Yesterday d'Allan Dwan : Mme A. H. Monroe
- 1915 : Kindling de Cecil B. DeMille
- 1916 : L'Américain (The Americano) de John Emerson : Señora de Castille
- 1916 : Intolérance (Intolerance: Love's Struggle Throughout the Ages) de D. W. Griffith : Marie
- 1916 : Diane of the Follies de Christy Cabanne : Marcia Christy
- 1917 : Jim Bludso de Tod Browning et Wilfred Lucas : rôle non spécifié
- 1917 : L'Escapade de Corinne (Indiscreet Corinne) de John Francis Dillon : Mme Chilvers
- 1917 : Because of a Woman de Jack Conway : Luela Malvern
- 1918 : Who Is to Blame? de Frank Borzage : Mme Craig
- 1918 : False Ambition de Gilbert P. Hamilton : Mme Van Dixon
- 1918 : Crown Jewels de Roy Clements : Mme Levine
- 1918 : Limousine Life de John Francis Dillon : Mme Kelts
- 1918 : Passiflore (I Love You) de Walter Edwards : Princesse del Chinay
- 1918 : Everywoman's Husband de Gilbert P. Hamilton : Mme Rhodes
- 1918 : Society for Sale de Frank Borzage : Lady Mary
- 1918 : Héritière d'un jour (Heiress for a Day) de John Francis Dillon : Mme Standring
- 1918 : The Last Rebel de Gilbert P. Hamilton : Mme Batesfoord
- 1919 : Sa Majesté Douglas (His Majesty, the American) de Joseph Henabery : Princesse Marguerite
- 1919 : When a Man Loves de Chester Bennett : Lady Balfour
- 1919 : Papa longues jambes (Daddy-Long-Legs) de Marshall Neilan : Mme Pendleton
- 1919 : Prudence on Broadway de Frank Borzage : Mme Melbourne

### Années 1920
- 1920 : Adieu, whisky ! (The Great Accident) de Harry Beaumont : Mme Winthrop Chase
- 1920 : Oh, Lady, Lady de Maurice S. Campbell
- 1921 : Le Devin du faubourg (The Swamp) de Colin Campbell
- 1922 : Kissed de King Baggot : Mme Keener
- 1922 : Lights of the Desert de Harry Beaumont
- 1923 : The Wanters de John M. Stahl : Mme Worthington
- 1923 : Le Roi de l'air (Going Up) de Lloyd Ingraham
- 1923 : Les Fauves (White Tiger) de Tod Browning : une invitée de la fête
- 1923 : The Prisoner de Jack Conway : Mme Garrison
- 1924 : Circé (Circe, the Enchantress) de Robert Z. Leonard : Sœur Agatha
- 1925 : Cobra de Joseph Henabery : Mme Porter Palmer
- 1925 : After Business Hours
- 1925 : L'Avalanche (Enticement) de George Archainbaud
- 1926 : Fifth Avenue de Robert G. Vignola
- 1926 : The Blonde Saint de Svend Gade
- 1926 : Pleasures of the Rich de Louis Gasnier : Mme Clayton